# Gil Junger
Gilbert Junger (* 7. November 1954 in New York City, New York) ist ein US-amerikanischer Regisseur und Filmproduzent. In seiner 30-jährigen Fernsehkarriere hat er zahlreiche Produktionen, Filme, Episoden und Serien betreut. International bekannt wurde er schließlich durch die Kinofilme 10 Dinge, die ich an Dir hasse, Ritter Jamal – Eine schwarze Komödie und If Only.

## Leben und Karriere
Gil Junger wurde 1954 in New York City geboren. Nach seinem Abschluss als Absolvent der University of Texas at Austin's Radio, TV, and Film School ging er Anfang der 1980er Jahre nach Hollywood. Er begann 1982 als Produzent beim Fernsehen, erweiterte sein Tätigkeitsfeld jedoch Mitte der 1980er Jahre schon bald um die Funktion des Regisseurs mit zahlreichen Arbeiten im Bereich der populären TV-Serien. Für die Folge The Puppy der US-amerikanischen Reihe Ellen wurde er 1997 für den Primetime Emmy nominiert und erhielt 1998 eine weitere Nominierung von der Directors Guild of America.
1999 gelang ihm mit der Filmkomödie 10 Dinge, die ich an Dir hasse, mit Heath Ledger, Julia Stiles und Joseph Gordon-Levitt in den Hauptrollen, auch erfolgreich der Sprung ins Kino. Der Erfolg des Films führte 2009 und 2010 zu einer eigenen Fernsehserie mit dem gleichen Titel, sie hatte den Umfang von 20 Episoden, wo Junger ebenfalls auf dem Regiestuhl Platz nahm. 2001 entstand die Komödie Ritter Jamal – Eine schwarze Komödie in der Besetzung Martin Lawrence, Marsha Thomason und Tom Wilkinson. 2004 inszenierte er den Film If Only als moderne romantische Tragikomödie mit Elementen des Mhystischen. In den Hauptrollen spielten Jennifer Love Hewitt, Paul Nicholls und erneut der Schauspieler Tom Wilkinson. Junger realisierte den Film als britisch-amerikanische Co-Produktion und fungierte neben seiner Arbeit als Regisseur darüber hinaus auch als Produzent. Die Filmmusik schrieb der englische Komponist Adrian Johnston.
Anknüpfend an den großen internationalen kommerziellen Erfolg von 10 Things I Hate About You entstand 2014 die Produktion namens 10 Things I Hate About Life.

## Auszeichnungen
- 1997: Primetime-Emmy-Award-Nominierung in der Kategorie Outstanding Directing for a Comedy Series für Ellen für die Episode The Puppy
- 1998: Directors-Guild-of-America-Award-Nominierung in der Kategorie DGA Award für Ellen für die Episode The Puppy

## Filmografie (Auswahl)

### Als Regisseur
Kino
- 1999: 10 Dinge, die ich an Dir hasse (10 Things I Hate About You)
- 2001: Ritter Jamal – Eine schwarze Komödie (Black Knight)
- 2004: If Only
- 2008: Get Smart - Bruce und Lloyd völlig durchgeknallt (Get Smart's Bruce and Lloyd Out of Control)
- 2014: 10 Things I Hate About Life
- 2015: Santas kleiner Helfer (Santa's Little Helper)
- 2020: Denk wie ein Hund (Think Like a Dog)

Fernsehen
- 1987–1989: It's a Living (Fernsehserie, 7 Episoden)
- 1990: Blossom (Fernsehfilm)
- 1993–1994: Hallo Schwester! (Fernsehserie, 21 Episoden)
- 1995: Nachtschicht mit John (Fernsehserie, 1 Episode)
- 1994–1995: Blossom (Fernsehserie, 12 Episoden)
- 1995: The Jeff Foxworthy Show (Fernsehserie, 1 Episode)
- 1995: Ein schrecklich nettes Haus (Fernsehserie, 3 Episoden)
- 1996: Fast perfekt (Fernsehserie, 1 Episode)
- 1996: Pearl (Fernsehserie, 1 Episode)
- 1996–1997: Living Single (Fernsehserie, 5 Episoden)
- 1997: Chicago Sons (Fernsehserie, 1 Episode)
- 1998: Ein Pastor startet durch (Fernsehserie, 3 Episoden)
- 1996–1998: Ellen (Fernsehserie, 30 Episoden)
- 1998: The Secret Lives of Men (Fernsehserie, 1 Episode)
- 1998: Ein Zwilling kommt selten allein (Fernsehserie, 2 Episoden)
- 1998: Dharma & Greg (Fernsehserie, 2 Episoden)
- 1998: Allein unter Nachbarn (Fernsehserie, 2 Episoden)
- 1999: Ein Trio zum Anbeißen (Fernsehserie, 2 Episoden)
- 1999: Odd Man Out (Fernsehserie, 1 Episode)
- 1999: Action (Fernsehserie, 1 Episode)
- 1999: Ladies Man (Fernsehserie, 3 Episoden)
- 1999: Being Dunbar (Fernsehfilm)
- 2000: Daddio (Fernsehserie, 1 Episode)
- 2000: Zoe, Duncan, Jack & Jane (Fernsehserie, 3 Episoden)
- 2000: Movie Stars (Fernsehserie, 11 Episoden)
- 2001: Inside Schwartz (Fernsehserie, 1 Episode)
- 2001–2002: Immer wieder Jim (Fernsehserie, 13 Episoden)
- 2002: The Greg Giraldo Show (Fernsehfilm)
- 2002: Meine wilden Töchter (Fernsehserie, 1 Episode)
- 2002: Office Girl (Fernsehserie, 1 Episode)
- 2003: Untitled Jenny McCarthy Project (Fernsehfilm)
- 2003: The O’Keefes (Fernsehserie, 1 Episode)
- 2003–2006: Hope & Faith (Fernsehserie, 25 Episoden)
- 2004: Earthquake (Fernsehfilm)
- 2006: Kyle XY (Fernsehserie, 1 Episode)
- 2006: Windfall (Fernsehserie, 1 Episode)
- 2007: In Case of Emergency (Fernsehserie, 2 Episoden)
- 2005–2008: Rodney (Fernsehserie, 12 Episoden)
- 2007–2008: Greek (Fernsehserie, 4 Episoden)
- 2008: Happy Campers (Fernsehfilm)
- 2008: Ehe ist... ('Til Death) (Fernsehserie, 1 Episode)
- 2009: Die Schein-Hochzeit (My Fake Fiance) (Fernsehfilm)
- 2009: Rules of Engagement (Fernsehserie, 1 Episode)
- 2009: Sherri (Fernsehserie, 3 Episoden)
- 2009–2010: 10 Dinge, die ich an dir hasse (Fernsehserie, 12 Episoden)
- 2010: Businessplan zum Verlieben (Beauty & the Briefcase) (Fernsehfilm)
- 2010: Hot in Cleveland (Fernsehserie, 3 Episoden)
- 2010: Caitlin - Mein Geist der Weihnacht (Christmas Cupid) (Fernsehfilm)
- 2010–2011: Glory Daze (Fernsehserie, 3 Episoden)
- 2011: Rip City (Fernsehfilm)
- 2011: Teen Spirit (Fernsehfilm)
- 2011: Harry’s Law (Fernsehserie, 1 Episode)
- 2012: Sullivan & Son (Fernsehserie, 1 Episode)
- 2013: Christmas Bounty (Fernsehfilm)
- 2014: Mystery Girls (Fernsehserie, 2 Episoden)
- 2015: Table 58 (Fernsehfilm)
- 2015: Devious Maids – Schmutzige Geheimnisse (Fernsehserie, 2 Episoden)
- 2016: K.C. Undercover (Fernsehserie, 2 Episoden)

### Als Produzent
Kino
- 2004: If Only

Fernsehen
- 1982: It Takes Two (Fernsehserie, 1 Episode)
- 1984: Benson (Fernsehserie, 1 Episode)
- 1986: Comedy Factory (Fernsehserie, 1 Episode)
- 1991: 4× Herman (Fernsehserie, 1 Episode)
- 1988–1993: Harry's Nest (Fernsehserie, 49 Episoden)
- 1992–1993: Hallo Schwester! (Fernsehserie, 24 Episoden)
- 1995: Fast perfekt (Fernsehserie)
- 1997–1998: Ellen (Fernsehserie, 13 Episoden)
- 1998: Ein Zwilling kommt selten allein (Fernsehserie)
- 1999: Movie Stars (Fernsehserie)
- 2003–2005: Hope and Faith (Fernsehserie, 18 Episoden)